# Labicymbium jucundum
Labicymbium jucundum là một loài nhện trong họ Linyphiidae. Loài này được phát hiện ở Colombia.